# الایراک
الایراک (به فرانسوی: Alairac) یک کامین در فرانسه است که در Canton of Montréal واقع شده‌است.

## خصوصیات
الایراک ۱۶٫۳۷ کیلومترمربع مساحت و ۱٬۲۷۹ نفر جمعیت دارد و ۱۹۰ متر بالاتر از سطح دریا واقع شده‌است.

## نگارخانه

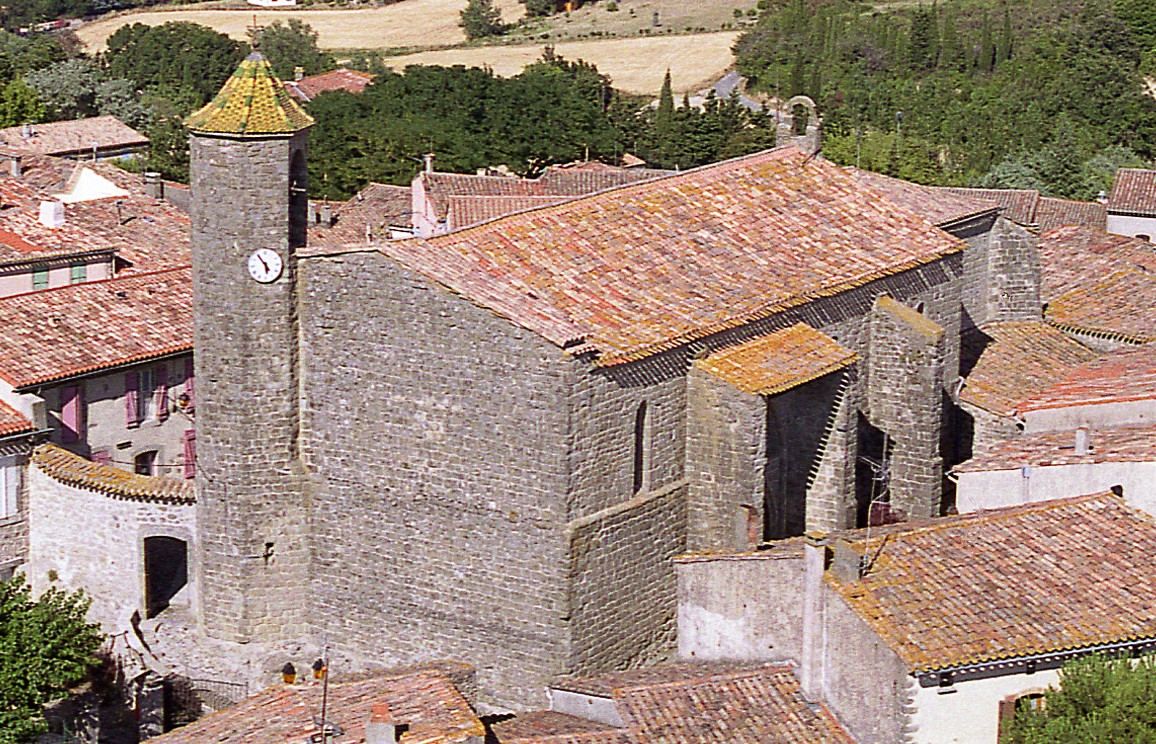
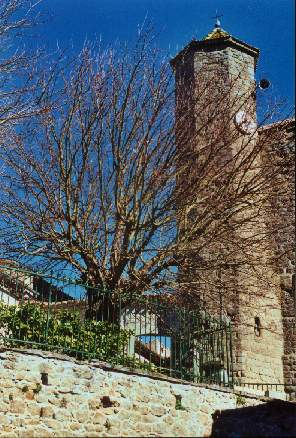
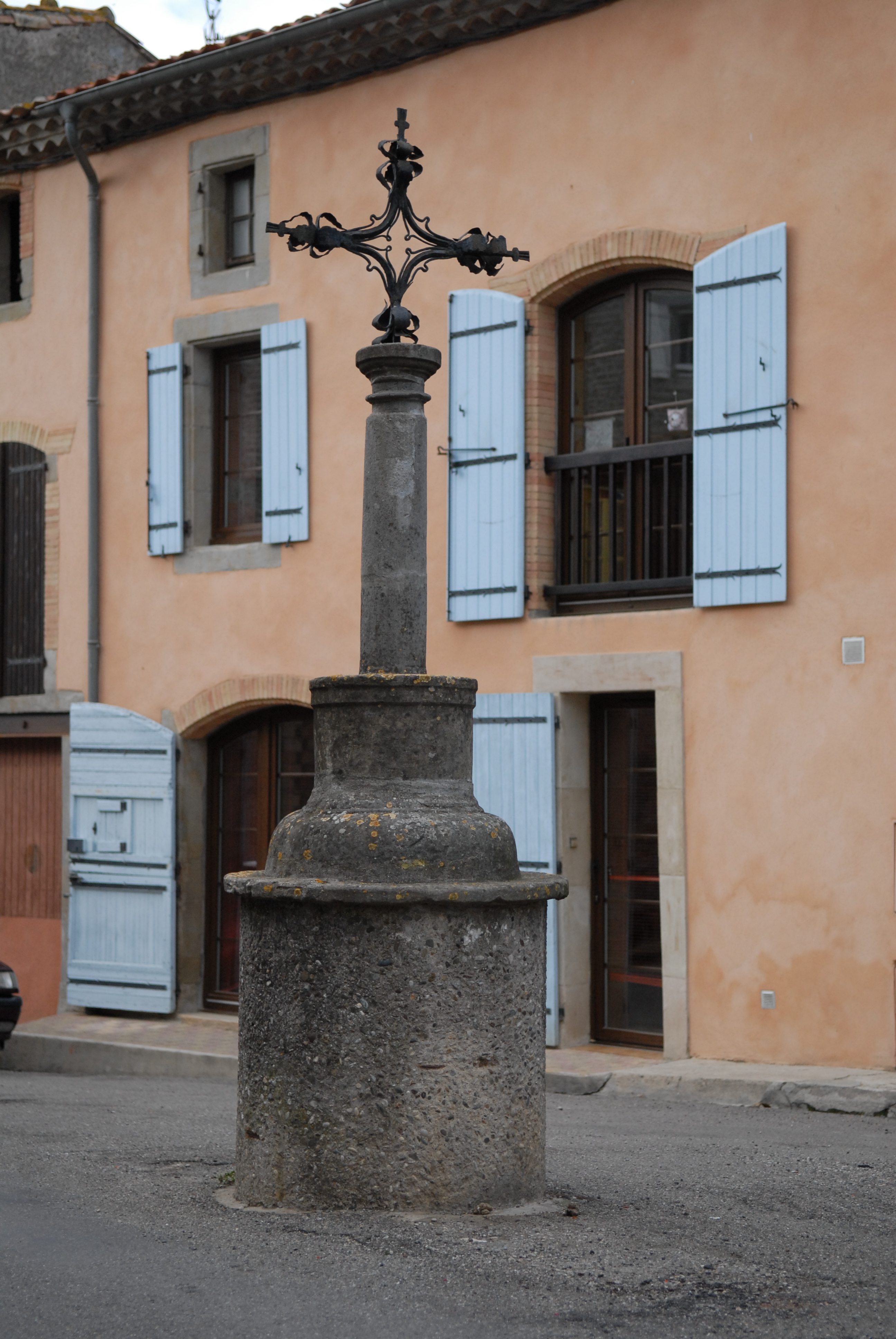
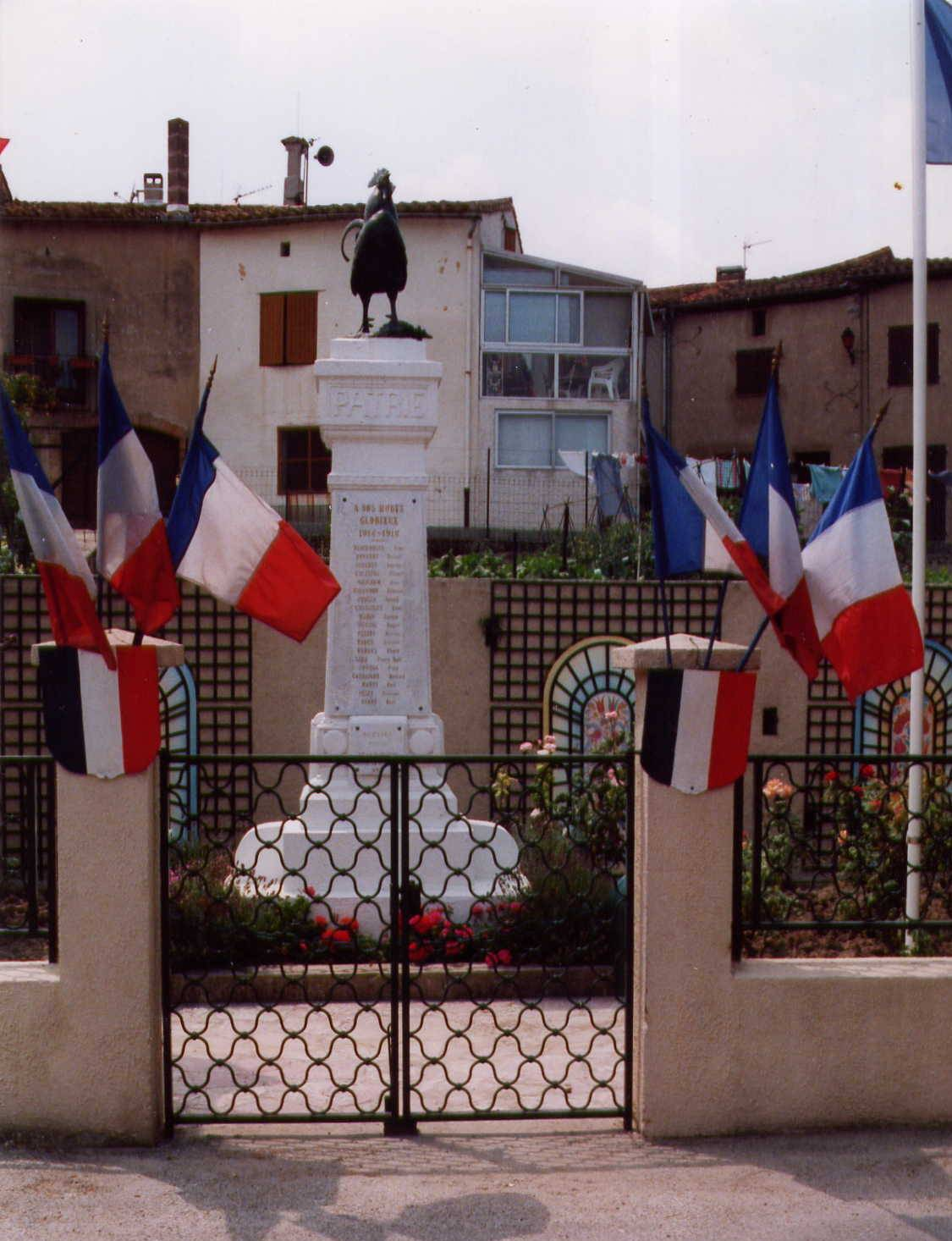
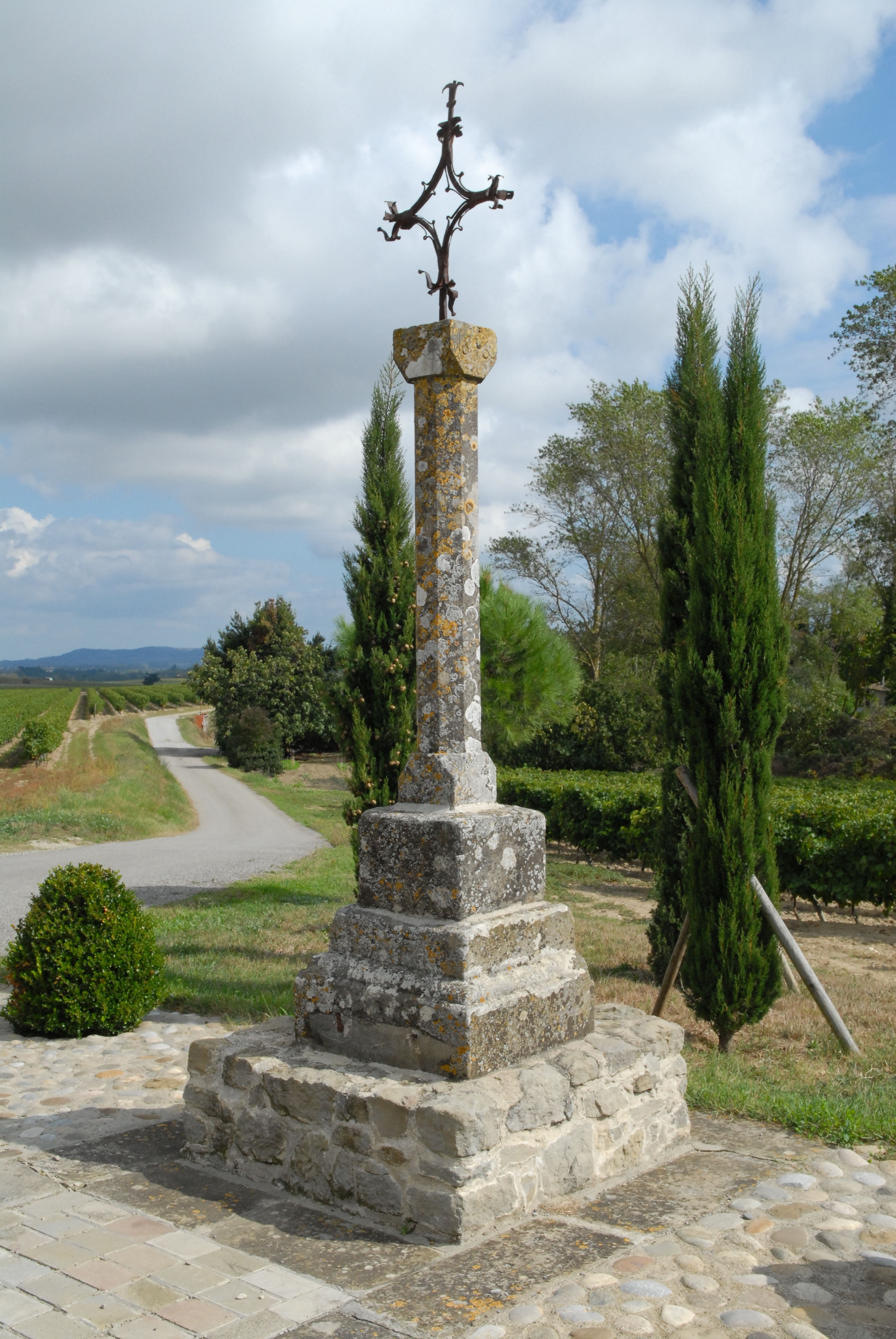
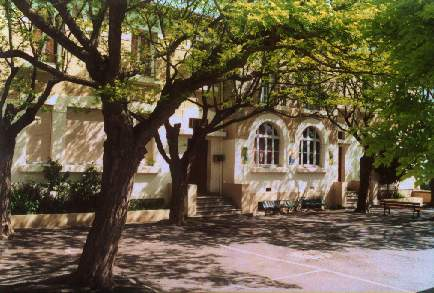
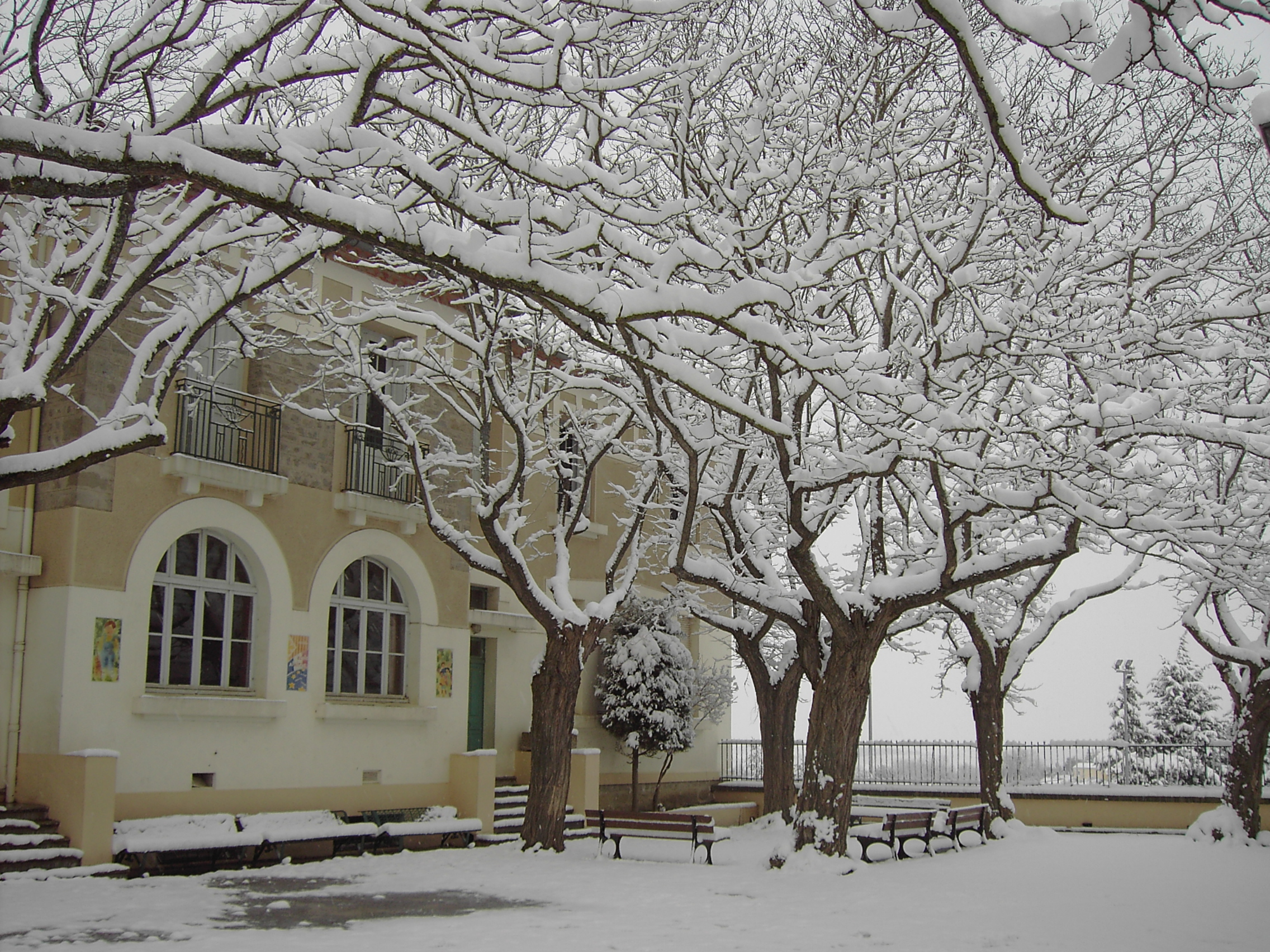